# Lama (tributario del lago Melkoe)
Il Lama (in russo Лама?) o Lamočen (Ламочен) è un fiume della Russia siberiana settentrionale. Il fiume si trova nell'altopiano Putorana e scorre dal lago Lama al lago Melkoe. La sua lunghezza è di 17 km.
Dal punto di vista amministrativo si trova nel Tajmyrskij rajon del Territorio di Krasnojarsk, nel Circondario federale della Siberia. 